# Происхождение названий химических элементов
| №   | Символ | Русское название | Латинское название     | Этимология названия |
| --- | ------ | ---------------- | ---------------------- | --- |
| 1   | H      | Водород          | Hydrogenium            | Калька латинского названия, которое происходит от др.-греч. ὕδωρ — «вода» и γεννάω — «рождаю». |
| 2   | He     | Гелий            | Helium                 | От др.-греч. ἥλιος — «солнце». |
| 3   | Li     | Литий            | Lithium                | От др.-греч. λίθος — «камень». |
| 4   | Be     | Бериллий         | Beryllium              | От названия минерала берилл. |
| 5   | B      | Бор              | Borum                  | От названия минерала бура. |
| 6   | C      | Углерод          | Carboneum              | Буквально «рождающий уголь». Латинское название происходит от лат. carbō — «уголь». |
| 7   | N      | Азот             | Nitrogenium            | От др.-греч. ἄζωτος — «безжизненный». Латинское название означает «рождающий селитру». |
| 8   | O      | Кислород         | Oxygenium              | Калька термина оксиген, происходящего от др.-греч. ὀξύς — «кислый» и др.-греч. γεννάω — «рождаю». |
| 9   | F      | Фтор             | Fluorum                | От др.-греч. φθόρος — «разрушение». Латинское название происходит от fluere — «течь» (по свойству соединения фтора, фторида кальция, понижать температуру плавления руды и увеличивать текучесть расплава). |
| 10  | Ne     | Неон             | Neon                   | От др.-греч. νέος — «новый». |
| 11  | Na     | Натрий           | Natrium                | От араб. натрун — «бурлящее вещество», что первоначально относилось к природной соде. |
| 12  | Mg     | Магний           | Magnesium              | От названия древнего города Магнезия в Малой Азии, в окрестностях которого имеются залежи минерала магнезита. |
| 13  | Al     | Алюминий         | Aluminium              | От лат. alumen — «квасцы». |
| 14  | Si     | Кремний          | Silicium               | Происходит от праслав. *kremy. Слово кремний — калька с лат. slilicium, от лат. silex «кремень», введённое в 1834 г. русским химиком Г. И. Гессом. |
| 15  | P      | Фосфор           | Phosphorus             | От др.-греч. φῶς — «свет» и φέρω — «несу». |
| 16  | S      | Сера             | Sulfur                 | Русское название серы восходит к праслав. *sěra, которое сравнивают с лат. sērum — «сыворотка». Латинское название восходит к индоевропейскому корню *swelp- — «гореть». |
| 17  | Cl     | Хлор             | Chlorum                | От др.-греч. χλωρός — «зеленоватый». |
| 18  | Ar     | Аргон            | Argon                  | От др.-греч. ἀργός — «ленивый, медленный, неактивный». |
| 19  | K      | Калий            | Kalium                 | От араб. аль-кали — «поташ». |
| 20  | Ca     | Кальций          | Calcium                | От лат. calx (в родительном падеже calcis) — «известь». |
| 21  | Sc     | Скандий          | Scandium               | Элемент назван в честь Скандинавии. |
| 22  | Ti     | Титан            | Titanium               | Элемент назван в честь титанов, персонажей древнегреческой мифологии. |
| 23  | V      | Ванадий          | Vanadium               | Элемент назван в честь скандинавской богини красоты Ванадис. |
| 24  | Cr     | Хром             | Chromium               | От др.-греч. χρῶμα — цвет. |
| 25  | Mn     | Марганец         | Manganum               | От нем. Manganerz — «марганцевая руда». |
| 26  | Fe     | Железо           | Ferrum                 | Русское название восходит к праслав. *želězo, которое вместе с балтийскими словами либо в древности заимствовано как бродячий культурный термин, восходящий к хетт. ḫapalki (ср. др.-греч. χαλκός), либо родственно словам железа́, желвак, поскольку болотная руда обладает комковатой структурой. Латинское Ferrum либо из ближневосточных языков через этрусское посредство, либо восходит к *fersom, ср. рус. дресва — также в связи со структурой руды. |
| 27  | Co     | Кобальт          | Cobaltum               | От нем. Kobold — «кобольд» (горный дух). |
| 28  | Ni     | Никель           | Niccolum               | Сокращение от нем. Kupfernickel — «медный дьявол». |
| 29  | Cu     | Медь             | Cuprum                 | Этимология русского названия (вместе с родственными славянскими) не выяснена. Слово сравнивалось со ст.‑слав. смѣдъ «тёмный» и названием страны Мидия (греч. Μηδία). Латинский термин происходит от названия острова Кипр (лат. Cuprum), на котором добывали медь. |
| 30  | Zn     | Цинк             | Zincum                 | От лат. zincum — «белый налёт» или от нем. Zinke — «зубец». |
| 31  | Ga     | Галлий           | Gallium                | Элемент назван в честь Франции, по её латинскому названию — Галлия (Gallia). |
| 32  | Ge     | Германий         | Germanium              | Название дано в честь Германии. |
| 33  | As     | Мышьяк           | Arsenicum              | Название мышьяка в русском языке связывают с употреблением его соединений для истребления мышей и крыс. Греческое название ἀρσενικόν происходит от перс. زرنيخ‎ — «жёлтый аурипигмент». |
| 34  | Se     | Селен            | Selenium               | От др.-греч. σελήνη — Луна. Элемент назван так в связи с тем, что в природе он является спутником химически сходного с ним теллура (названного в честь Земли). |
| 35  | Br     | Бром             | Bromum                 | От др.-греч. βρῶμος — «зловоние». |
| 36  | Kr     | Криптон          | Krypton                | От др.-греч. κρυπτός — «скрытый». |
| 37  | Rb     | Рубидий          | Rubidium               | От лат. rubidus — «тёмно-красный» (по цвету наиболее характерных красных линий спектра). |
| 38  | Sr     | Стронций         | Strontium              | Элемент, как и минерал стронцианит, получил название в честь деревни Стронциан (Лохабер, Шотландия), где был впервые обнаружен. |
| 39  | Y      | Иттрий           | Yttrium                | От названия минерала иттербита, из которого был впервые выделен иттрий. Минерал, в свою очередь, назван в честь села Иттербю в Швеции. |
| 40  | Zr     | Цирконий         | Zirconium              | От названия минерала циркона, из которого был впервые выделен этот элемент. Происхождение самого слова циркон неясно. Возможно, оно происходит от арабского zarkûn — «киноварь» или от персидского zargun — «золотистый цвет». |
| 41  | Nb     | Ниобий           | Niobium                | Элемент назван в честь героини древнегреческой мифологии Ниобы — дочери Тантала, что подчёркивает сходство ниобия с химическим элементом танталом. |
| 42  | Mo     | Молибден         | Molybdenum             | От др.-греч. μόλυβδος — «свинец» (из-за внешнего сходства молибденита, минерала, из которого впервые удалось выделить оксид молибдена, с галенитом — сульфидом свинца). |
| 43  | Tc     | Технеций         | Technetium             | От др.-греч. τεχνητός — «искусственный». |
| 44  | Ru     | Рутений          | Ruthenium              | Элемент назван в честь России, по её латинскому названию — Рутения (Ruthenia). |
| 45  | Rh     | Родий            | Rhodium                | От др.-греч. ῥόδον — «роза» (типичные соединения родия имеют глубокий тёмно-красный цвет). |
| 46  | Pd     | Палладий         | Palladium              | Элемент назван по имени астероида Паллада, открытого незадолго до палладия. В свою очередь, астероид назван в честь Афины Паллады из древнегреческой мифологии. |
| 47  | Ag     | Серебро          | Argentum               | С родственными славянскими словами восходит к праслав. *sьrebro, которое является древним заимствованием из какого-то неиндоевропейского языка, вместе с параллельными лит. sidãbras, латыш. sidrabs, sudrabs, гот. silubr. Возможно, из анатолийского subau-ro «блестящий», либо из аккад. šarpu- «очищенное серебро», либо из доиндоевропейского субстрата Южной Италии и средиземноморских островов, ср. баск. zillar, zirar, zidar «серебро». По-гречески серебро ἄργυρος, árgyros, от индоевропейского корня, означающего «белый, блистающий». Отсюда происходит латинское название. |
| 48  | Cd     | Кадмий           | Cadmium                | Элемент назван по греческому названию руды, из которой в Германии добывали цинк, — καδμεία. В свою очередь, руда получила своё название в честь Кадма, героя древнегреческой мифологии. |
| 49  | In     | Индий            | Indium                 | Элемент назван по цвету индиго — цвету спектральной линии индия. |
| 50  | Sn     | Олово            | Stannum                | Славянское название вместе с родственными балтийскими восходит к пра-и.е. *albh- «белый» (при этом непонятно возникновение -v- вместо ожидаемого -b- и отсутствие метатезы в славянском слове, что побуждает Ю. В. Откупщикова говорить о заимствовании). Латинское название, вероятно, имеет кельтский источник. |
| 51  | Sb     | Сурьма           | Stibium                | Русское название произошло от тур. sürme: им обозначался порошок свинцового блеска, также служивший для чернения бровей. По другим данным, название восходит к перс. сурме — «металл». Происхождение латинского термина доподлинно неизвестно. |
| 52  | Te     | Теллур           | Tellurium              | От лат. tellus (в родительном падеже telluris) — Земля. |
| 53  | I      | Иод              | Iodum                  | От др.-греч. ἰώδης — «фиалкоподобный», что связано с цветом пара, который наблюдал французский химик Бернар Куртуа, нагревая маточный рассол золы морских водорослей с концентрированной серной кислотой. |
| 54  | Xe     | Ксенон           | Xenon                  | От др.-греч. ξένος — «чужой». |
| 55  | Cs     | Цезий            | Caesium                | От лат. caesius — «небесно-голубой» (из-за наличия двух ярких синих линий в эмиссионном спектре). |
| 56  | Ba     | Барий            | Barium                 | От др.-греч. βαρύς — «тяжёлый», так как его оксид был охарактеризован как имеющий необычно высокую для таких веществ плотность. |
| 57  | La     | Лантан           | Lanthanum              | От др.-греч. λανθάνω — «скрываюсь, таюсь». |
| 58  | Ce     | Церий            | Cerium                 | Элемент назван в честь самой большой из малых планет, Цереры. |
| 59  | Pr     | Празеодим        | Praseodymium           | От др.-греч. πράσιος — «светло-зелёный» и δίδυμος — «близнец». |
| 60  | Nd     | Неодим           | Neodymium              | От др.-греч. νέος — «новый» и δίδυμος — «близнец». |
| 61  | Pm     | Прометий         | Promethium             | Элемент назван в честь мифического героя Прометея, похитившего у Зевса огонь и передавшего его людям. |
| 62  | Sm     | Самарий          | Samarium               | Элемент назван по минералу самарскиту, из которого был впервые выделен. |
| 63  | Eu     | Европий          | Europium               | Название дано в честь Европы. |
| 64  | Gd     | Гадолиний        | Gadolinium             | Название дано в честь финского химика Юхана Гадолина. |
| 65  | Tb     | Тербий           | Terbium                | Элемент назван в честь села Иттербю, находящегося на острове Ресарё, входящем в Стокгольмский архипелаг. |
| 66  | Dy     | Диспрозий        | Dysprosium             | От др.-греч. δυσπρόσιτος — «труднодоступный». |
| 67  | Ho     | Гольмий          | Holmium                | Элемент назван по старинному латинскому названию города Стокгольм — Гольмия (Holmia). |
| 68  | Er     | Эрбий            | Erbium                 | Название дано в честь села Иттербю. |
| 69  | Tm     | Тулий            | Thulium                | Элемент назван в честь расположенного на севере Европы легендарного острова Туле, древнего названия Скандинавии. |
| 70  | Yb     | Иттербий         | Ytterbium              | Наряду ещё с тремя химическими элементами (иттрий, тербий, эрбий) получил название в честь села Иттербю. |
| 71  | Lu     | Лютеций          | Lutetium               | Элемент назван по латинскому названию Парижа — Лютеция (Lutetia). |
| 72  | Hf     | Гафний           | Hafnium                | Элемент назван в честь Копенгагена, по его латинскому названию — Гафния (Hafnia). |
| 73  | Ta     | Тантал           | Tantalum               | Элемент назван в честь героя древнегреческой мифологии Тантала, что связано с трудностями, возникшими при его получении в чистом виде. |
| 74  | W      | Вольфрам         | Wolframium             | От нем. Wolf Rahm — «волчья пена» (название связано с тем, что вольфрам, сопровождая оловянные руды, мешал выплавке олова, переводя его в пену шлаков). |
| 75  | Re     | Рений            | Rhenium                | Элемент назван в честь Рейнской провинции Германии. |
| 76  | Os     | Осмий            | Osmium                 | От др.-греч. ὀσμή — «запах» (по резко пахнущему летучему оксиду осмия). |
| 77  | Ir     | Иридий           | Iridium                | От др.-греч. ἶρις — «радуга» (из-за разнообразной окраски солей иридия). |
| 78  | Pt     | Платина          | Platinum               | Название было дано испанскими конкистадорами, которые в середине XVI века впервые познакомились в Южной Америке с новым металлом, внешне похожим на серебро (исп. plata). Название элемента буквально означает «маленькое серебро», «серебришко», что объясняется тем, что платина долгое время не находила применения и ценилась вдвое ниже серебра из-за своей исключительной тугоплавкости. |
| 79  | Au     | Золото           | Aurum                  | Праславянское *zolto (рус. золото, ст.‑слав. злато, пол. złoto) родственно лит. geltonas «жёлтый», латыш. zelts «золото, золотой»; с другим вокализмом: нем. gold, англ. gold; далее авест. zaranya, др.-инд. hiraṇyam «золото», также рус. жёлтый, зелёный, от праиндоевропейского корня *ǵʰel- «жёлтый, зелёный, яркий». |
| 80  | Hg     | Ртуть            | Hydrargyrum            | Русское название ртути происходит от праславянского причастия *rьtǫtь, родственного с лит. rìsti — «катиться». Латинское — букв. «жидкое серебро». |
| 81  | Tl     | Таллий           | Thallium               | От др.-греч. θαλλός — «молодая, зелёная ветвь» (по характерным зелёным линиям спектра и зелёной окраске пламени). |
| 82  | Pb     | Свинец           | Plumbum                | Вместе с родственными лит. švinas, латыш. svins не имеет удовлетворительной этимологии. Возможно — от пра-и.е. ḱṷei- «светиться, блестеть» при помощи суффикса -n- (ср. рус. светиться от пра-и.е. ḱṷei-t-), аналогично нем. Blei «свинец» от пра-и.е. blei- «блестеть». |
| 83  | Bi     | Висмут           | Bismuthum              | От нем. weisse Masse — «белая масса». |
| 84  | Po     | Полоний          | Polonium               | Элемент назван в честь Польши, по её латинскому названию — Полония (Polonia). |
| 85  | At     | Астат            | Astatium               | От др.-греч. ἄστατος — «неустойчивый». |
| 86  | Rn     | Радон            | Radon                  | От лат. radius — «луч». |
| 87  | Fr     | Франций          | Francium               | Элемент назван в честь Франции. |
| 88  | Ra     | Радий            | Radium                 | От лат. radius — «луч». |
| 89  | Ac     | Актиний          | Actinium               | От др.-греч. ἀκτίς — «луч». |
| 90  | Th     | Торий            | Thorium                | От имени бога грома Тора в скандинавской мифологии. |
| 91  | Pa     | Протактиний      | Protactinium           | Элемент назван так потому, что служит «родоначальником» актиния (при α-распаде 231Pa образуется 227Ac). |
| 92  | U      | Уран             | Uranium                | Элемент получил название по планете Уран. |
| 93  | Np     | Нептуний         | Neptunium              | Элемент назван в честь планеты Нептун. |
| 94  | Pu     | Плутоний         | Plutonium              | Название дано в честь планеты Плутон, по аналогии с ураном и нептунием. |
| 95  | Am     | Америций         | Americium              | Элемент назван в честь части света Америки. |
| 96  | Cm     | Кюрий            | Curium                 | Название дано в честь Пьера и Марии Кюри. |
| 97  | Bk     | Берклий          | Berkelium              | Элемент назван в честь города Беркли (США), в котором он был впервые получен. |
| 98  | Cf     | Калифорний       | Californium            | Элемент назван в честь Калифорнийского университета в Беркли, где и был получен. Как писали авторы, этим названием они хотели указать, что открыть новый элемент им было так же трудно, как век назад пионерам Америки достичь Калифорнии. |
| 99  | Es     | Эйнштейний       | Einsteinium            | Название дано в честь Альберта Эйнштейна. |
| 100 | Fm     | Фермий           | Fermium                | Элемент назван по имени итальянского физика Энрико Ферми. |
| 101 | Md     | Менделевий       | Mendelevium            | Название дано в честь Дмитрия Менделеева, создателя периодической системы элементов. |
| 102 | No     | Нобелий          | Nobelium               | Элемент назван в честь Альфреда Нобеля. |
| 103 | Lr     | Лоуренсий        | Lawrencium             | Элемент назван по имени изобретателя циклотрона, физика Эрнеста Лоуренса. |
| 104 | Rf     | Резерфордий      | Rutherfordium          | Название дано в честь выдающегося английского физика Эрнеста Резерфорда. |
| 105 | Db     | Дубний           | Dubnium                | Элемент получил название в честь наукограда Дубна. |
| 106 | Sg     | Сиборгий         | Seaborgium             | Название дано в честь американского физика Гленна Сиборга, который участвовал в открытии плутония и девяти других трансурановых элементов. |
| 107 | Bh     | Борий            | Bohrium                | Элемент назван по имени датского физика Нильса Бора. |
| 108 | Hs     | Хассий           | Hassium                | Элемент получил название в честь немецкой земли Гессен (Hassia — латинское название средневекового княжества Гессен, центром которого был Дармштадт). Причина такого названия в том, что элемент был синтезирован в Центре исследования тяжёлых ионов в Дармштадте. |
| 109 | Mt     | Мейтнерий        | Meitnerium             | Элемент назван по имени австрийского физика Лизы Мейтнер. |
| 110 | Ds     | Дармштадтий      | Darmstadtium           | Элемент получил название в честь города Дармштадт, где был впервые синтезирован. |
| 111 | Rg     | Рентгений        | Roentgenium            | Элемент назван по имени знаменитого немецкого физика, лауреата Нобелевской премии, открывшего знаменитые лучи, Вильгельма Конрада Рентгена. |
| 112 | Cn     | Коперниций       | Copernicium            | Название дано в честь Николая Коперника. |
| 113 | Nh     | Нихоний          | Nihonium               | Элемент назван в честь Японии. Название происходит от одного из двух японских вариантов самоназвания страны — Нихон, что переводится как «страна восходящего солнца». |
| 114 | Fl     | Флеровий         | Flerovium              | Название дано в честь российского физика Г. Н. Флёрова, руководителя группы, синтезировавшей элементы с номерами от 102 до 110. |
| 115 | Mc     | Московий         | Moscovium              | Элемент получил название в честь Московской области, в которой находится Дубна. |
| 116 | Lv     | Ливерморий       | Livermorium            | Название дано в честь города Ливермор (Калифорния), где располагается Ливерморская национальная лаборатория. |
| 117 | Ts     | Теннессин        | Tennessium/Tennessinum | Элемент назван в честь штата Теннесси, в котором расположены Национальная лаборатория Ок-Ридж, Университет Вандербильта и Университет Теннесси, внёсшие вклад в изучение сверхтяжёлых элементов. |
| 118 | Og     | Оганесон         | Oganesson              | Название дано в честь российского физика Ю. Ц. Оганесяна, руководителя группы, синтезировавшей элементы с номерами от 114 до 118. |

## Элементы, этимология названий которых различна в русском и английском языках
| Русское название | Этимология русского названия                                                                                                   | Этимология английского названия | Английское название |
| ---------------- | --- | --- | ------------------- |
| Азот             | др.-греч. ἄζωτος — безжизненный                                                                                                | фр. nitrogène, др.-греч. νίτρον γείνομαι — рождающий селитру | Nitrogen            |
| Фтор             | др.-греч. φθόριος — разрушительный                                                                                             | лат. fluor — текучий | Fluorine            |
| Натрий           | егип. nṯr, лат. natrium, др.-греч. νίτρον — сода, едкий натр                                                                   | англ. soda — сода | Sodium              |
| Кремний          | рус. кремень | лат. silex, silicis — кремень | Silicon             |
| Сера             | церк.-слав. сѣра, праслав. *sěra — сера, смола, горючее вещество, жир; возможно от лат. сera — воск или лат. serum — сыворотка | лат. sulpur, sulfur, от пра-и.е. *swelp — гореть | Sulfur              |
| Калий            | араб. القلي‎ (аль-кали) — кальцинированный пепел, поташ                                                                         | англ. potash — поташ | Potassium           |
| Железо           | праслав. *želězo — округлый предмет (ср. «железа», «желвак»), возможно от хетт. ḫapalki, др.-греч. χαλκός — «железо/медь»      | др.-англ. īsern от прагерм. isarnan от пракельт. *isarno- от пра-и.е. *h1esh2r-no- «кровавый» или пра-и.е. *(H)ish2ro- «[сверхъестественный] сильный, святой»                                                      | Iron                |
| Медь             | | | Copper              |
| Мышьяк           | от «мышь» (применялся как яд)                                                                                                  | | Arsenic             |
| Серебро          | | | Silver              |
| Олово            | общебалтославянское от пра-и.е. *albh- «белый»                                                                                 | прагерм. *tin-om — олово | Tin                 |
| Сурьма           | тур. sürmä или крымскотат. sürme — порошок свинцового блеска (сульфид свинца(II) ) для чернения бровей                         | лат. antimonium, возможно от др.-греч. ἀντί + μόνος «не одинокий» (то есть не встречался в чистом виде) или др.-греч. ἀντί + μοναχός «против монахов» (так как многие алхимики были монахами и отравились сурьмой) | Antimony            |
| Вольфрам         | от минерала вольфрамит от нем. Wolf Rahm «волчьи сливки/крем/пена»                                                             | швед. tung sten — тяжёлый камень | Tungsten            |
| Золото           | праслав. *zolto от пра-и.е. ǵʰelh₃- «жёлтый, яркий»                                                                            | прагерм. *gulþą от пра-и.е. ǵʰelh₃- «жёлтый, яркий» | Gold                |
| Ртуть            | праслав. *rьtǫtь, связанного с лит. rìsti «катиться»                                                                           | лат. Mercurius — римский бог Меркурий | Mercury             |
| Свинец           | возможно от пра-и.е. ḱṷei- «светиться, блестеть»                                                                               | среднеангл. leed от др.-англ. lēad от прагерм. *lauda- от пра-и.е. *lAudh- или пракельт. *ɸloud-io- от прагерм. *bliwa- , все означают «свинец»                                                                    | Lead                |